# Филиппов, Алексей Фёдорович (Герой Советского Союза)
Алексе́й Фёдорович Фили́ппов (14 июля 1925, дер. Захарево, Псковская губерния — 2 июля 2005, Волжский, Волгоградская область) — старший лейтенант пожарной охраны, участник Великой Отечественной войны, Герой Советского Союза (1945).

## Биография
Алексей Филиппов родился 14 июля 1925 года в деревне Захарево (ныне — Порховский район Псковской области). После окончания четырёх классов школы работал в колхозе. В начале Великой Отечественной войны оказался в оккупации, воевал в составе партизанского отряда. После освобождения в феврале 1944 года Филиппов был призван на службу в Рабоче-крестьянскую Красную Армию. С июня того же года — на фронтах Великой Отечественной войны.
К январю 1945 года младший сержант Алексей Филиппов командовал отделением 89-го стрелкового полка 23-й стрелковой дивизии 61-й армии 1-го Белорусского фронта. Отличился во время освобождения Польши. 14 января 1945 года отделение Филиппова участвовало в прорыве немецкой обороны с плацдарма на западном берегу Вислы к югу от Варшавы. Филиппов первым ворвался в немецкую траншею и лично уничтожил несколько вражеских солдат. Во время штурма немецкой высоты он уничтожил вражеский пулемёт, сам был ранен, но продолжал сражаться.
Указом Президиума Верховного Совета СССР от 24 марта 1945 года за «образцовое выполнение заданий командования и проявленные мужество и героизм в боях с немецкими захватчиками» младший сержант Алексей Филиппов был удостоен высокого звания Героя Советского Союза с вручением ордена Ленина и медали «Золотая Звезда» за номером 7099.
После окончания войны Филиппов был демобилизован. Служил в пожарной охране, окончил пожарно-техническое училище. В 1958 году в звании старшего лейтенанта он был уволен в запас. Проживал и работал в Волжском. Умер 2 июля 2005 года.
Был также награждён орденами Отечественной войны 1-й степени и Славы 3-й степени, рядом медалей.